# Robert Chamberlain
Robert Chamberlain (1607-1660) était un dramaturge anglais, originaire du Lancashire.

## Biographie
Son père, également nommé Robert Chamberlain, était un employé de Peter Ball (en), conseil juridique de la reine consort Henriette Marie de France. Ball, apparemment impressionné par les facilités littéraires de Chamberlain fils, l'envoie étudier au Collège d'Exeter de l'Université d'Oxford en 1637, alors qu'il a trente ans. Il n'y obtient aucun diplôme, mais il est populaire auprès des beaux esprits de l'université, et il publie plusieurs volumes pendant sa scolarité. Ses ouvrages littéraires comprennent des maximes originales, une comédie. Il est un ami intime de Thomas Rawlins (en) et de Thomas Nabbes, et il reste très attaché à Peter Ball et à son fils William.

## Œuvres
- Nocturnall Lucubrations, recueil de maximes et de poésies, dédié à Peter Ball, publié en 1638 ;
- The Swaggering Damsell, comédie, écrite principalement en prose et un peu en vers blancs, imprimée en 1640. Les dialogues sont fins et spirituels, mais l'intrigue est grossière[1]. Bien qu'elle soit visiblement écrite pour la scène, il n'est pas certain qu'elle fut jouée[2] ;
- Jocabella, or a Cabinet of Conceits, recueil d'épigrammes, de poèmes et de plaisanteries, imprimée en 1640.

William Carew Hazlitt (en) attribue à Chamberlain trois autres recueils anonymes de plaisanteries :
- The Booke of Bulls, Baited with two centuries of Bold Jests and Nimble Lies, imprimé en 1636 ;
- A New Booke of Mistakes, or Bulls with Tales and Buls without Tales, imprimé en 1637 ;
- Conceits, Clinches, Flashes, and Whimzies, imprimé en 1639[2].

Chamberlain a contribué à l'écriture de vers préliminaires pour le Spring's Glory de Nabbes, The Rebellion de Rawlins, Fancies Theatre de Tatham, et Asse upon Asse de Leonard Blunt.